# Madame Web (film)
Madame Web è un film del 2024 diretto da S. J. Clarkson.
Basato sull'omonimo personaggio di Marvel Comics, è il quarto film del Sony's Spider-Man Universe (SSU).
Scritto da Claire Parker, Matt Sazama e Burk Sharpless, è prodotto da Columbia Pictures e distribuito da Sony Pictures Releasing.

## Trama
Nel 1973, un gruppo di ricerca guidato da Ezekiel Sims e dalla sua collega incinta Constance Webb scopre una specie non identificata di ragno nelle giungle del Perù con rare proprietà curative. Ezekiel tradisce la squadra e rivendica per sé il ragno prima di lasciare Constance, dopo averle sparato. Una tribù indigena tenta di salvare Constance usando il morso del ragno, ma lei muore poco dopo aver dato alla luce una bambina che chiama Cassandra.
Trent'anni dopo, Cassandra, chiamata "Cassie", vive da sola nel Queens, a New York, lavorando come paramedico con i suoi colleghi Benjamin "Ben" Parker e O'Neil. Mentre lavora per salvare un'autista da una macchina appesa a un ponte, Cassie cade in acqua e ha un'esperienza di pre-morte. Ben la rianima. Cassie inizia presto a soffrire di quello che inizialmente considera un déjà vu, vedendo eventi che non sono ancora accaduti, ma lentamente si rende conto che può vedere nel futuro dopo aver fallito nell'impedire a O'Neil di morire sul lavoro.
Ezekiel, che ha acquisito lo stesso potere di Cassie insieme a capacità fisiche migliorate, raccoglie informazioni su tre giovani donne: Julia Cornwall, Anya Corazon e Mattie Franklin; le sue visioni lo portano a credere che siano destinate ad ucciderlo. Anche Cassie è attratta dalle stesse donne e interviene per impedire a Ezekiel di tendere loro un'imboscata alla Grand Central Station. Ruba un taxi e porta Julia, Anya e Mattie fuori città per nasconderle in una foresta vicina.
Cassie torna al suo appartamento e trova gli appunti della sua defunta madre che rivelano l'identità di Ezekiel e la vera natura dei suoi poteri. Le ragazze disobbediscono alle istruzioni di Cassie e vanno in una tavola calda dove Ezekiel le trova dopo aver attirato l'attenzione su di sé. Attraverso le sue visioni, Cassie determina che non può batterlo fisicamente e usa invece il taxi per speronarlo. Riporta le ragazze nel Queens e convince Ben a lasciare loro usare la sua residenza come rifugio.
Con il gruppo al sicuro, Cassie vola in Perù e rintraccia il capo tribù che ha salvato sua madre. Il capo, avendo anticipato il suo arrivo, sottopone Cassie a un rituale che separa la sua anima dal corpo. Ciò le consente di comprendere la "Rete della Vita", un piano di coscienza superiore in cui tutti gli esseri viventi sono collegati e dove si può vedere ogni possibile futuro. Cassie scopre anche che sua madre, lungi dall'essere la donna egoista come l'aveva sempre percepita, ha cercato il ragno per salvarla da una malattia ereditaria fatale.
La cognata incinta di Ben, Mary, entra in travaglio ed è costretto a portare le ragazze con sé in ospedale. Ezekiel le intercetta di nuovo, ma Cassie riesce a salvare le ragazze in ambulanza e a distrarre Ezekiel in modo che Ben e Mary possano scappare. Il gruppo attira Ezekiel in una fabbrica di fuochi d'artificio in disuso, piazzando trappole per disorientarlo mentre Cassie chiede che un elicottero di evacuazione medica voli sulla loro posizione. Ezekiel distrugge l'elicottero con le sue abilità e separa le ragazze, quindi isola Cassie dove la schernisce con la morte di sua madre. Attingendo alla Rete della Vita, Cassie è in grado di localizzare Mattie, Anya e Julia, guidandole verso la salvezza prima di far scattare un'ultima trappola. Fa cadere Ezekiel, che viene schiacciato mortalmente da una lettera di un'insegna, rivelando che lei, non le ragazze, era destinata ad ucciderlo. Nel processo, tuttavia, un fuoco d'artificio colpisce Cassie in faccia.
Cassie viene salvata e portata nello stesso ospedale di Ben e Mary proprio mentre quest'ultima dà alla luce suo figlio. Cassie si sveglia e scopre che ora è cieca e paralizzata dalla vita in giù a causa delle ferite riportate. Tuttavia, la sua connessione alla Rete della Vita le consente ora di vedere pienamente il futuro. Cassie assicura alle ragazze che le farà da mentore nei loro futuri ruoli quando sarà il momento.

## Personaggi
- Cassandra "Cassie" Webb / Madame Web, interpretata da Dakota Johnson, doppiata da Veronica Puccio: Paramedico di New York. Acquisirà dei poteri legati alla chiaroveggenza con i quali dovrà proteggere tre adolescenti, le quali in futuro diventeranno delle eroine.
- Julia Cornwall, interpretata da Sydney Sweeney. Ragazza timida ed insicura, con un difficile rapporto con i genitori, alla quale Ezekiel Sims darà la caccia. È destinata a diventare la supereroina Spider-Woman.
- Anya Corazon, interpretata da Isabela Merced. Ragazza sveglia e sarcastica, che, vive da sola ed in clandestinità a seguito dell’espulsione dal paese del padre, alla quale Ezekiel Sims darà la caccia. È destinata a diventare la supereroina Arãna.
- Mattie Franklin, interpretata da Celeste O'Connor. Ragazza testarda e ribelle, che, vive con la domestica, alla quale Ezekiel Sims darà la caccia. È destinata anch’essa a diventare la supereroina Spider-Woman.
- Ezekiel Sims, interpretato da Tahar Rahim. Ricercatore che acquisisce delle capacità sovraumane da un ragno trovato dopo una missione in Amazzonia. Tormentato dalla possibilità di morire prima del tempo, Ezekiel si metterà alla ricerca delle tre donne che, in futuro, lo uccideranno.
- Ben Parker, interpretato da Adam Scott. Collega di lavoro e buon amico di Cassandra.
- Mary Parker, interpretata da Emma Roberts. Cognata di Ben Parker ed incinta di Peter Parker, futuro Spider-Man.

Nel cast sono presenti anche Mike Epps e Zosia Mamet.

## Produzione

### Sviluppo
Dopo il loro lavoro sul film basato sulla Marvel Comics Morbius (2022), parte dello Spider-Man Universe (SSU) di Sony, la Sony Pictures ha assunto Matt Sazama e Burk Sharpless nel settembre 2019 per scrivere una sceneggiatura incentrata sul personaggio Marvel Madame Web. Il vicepresidente esecutivo di Sony, Palak Patel, stava supervisionando il progetto. Kerem Sanga aveva precedentemente scritto una bozza per il film. Nel maggio 2020, SJ Clarkson è stata assunta per sviluppare e dirigere il primo film Marvel incentrato sulle donne della Sony, che sarebbe stato Madame Web. Lo studio stava cercando di associare al progetto un'attrice di spicco come Charlize Theron o Amy Adams, prima di assumere un nuovo sceneggiatore per sviluppare ulteriormente il film pensando a lei. Dopo aver incontrato diversi "A-listers" per il ruolo del protagonista, la Sony ha ristretto la rosa dei candidati tra dicembre 2021 e gennaio 2022. Dakota Johnson è diventata la favorita entro la fine del 2021 ed era in trattative per interpretare Madame Web all'inizio di febbraio. È stato confermato che Clarkson avrebbe diretto Madame Web in quel momento. Il 3 febbraio 2022 viene annunciato ufficialmente che il ruolo di protagonista della pellicola è andato a Dakota Johnson. A marzo, Sydney Sweeney è stata scritturata nel film insieme a Johnson. Justin Kroll di Deadline Hollywood ha descritto il progetto come "la versione Sony di Doctor Strange" a causa delle abilità dei fumetti di Madame Web, anche se ha notato che il film potrebbe discostarsi dal materiale originale poiché la versione a fumetti di Madame Web è una donna anziana, di nome Cassandra Webb, collegata a un sistema di supporto vitale che sembra una ragnatela. Kroll ha notato per questo motivo che il film, secondo quanto riferito, potrebbe "trasformarsi in qualcos'altro". Grant Hermanns di Screen Rant ha speculato sul fatto che Johnson stesse interpretando Cassandra Webb o l'iterazione più giovane del personaggio di Julia Carpenter. Un mese dopo, Sony diede a Madame Web una data di uscita del 7 luglio 2023 e ha confermato che Johnson e Sweeney avrebbero recitato nel film. La Di Bonaventura Pictures co-produce il film insieme alla Columbia Pictures, con Lorenzo di Bonaventura, Erik Howsam e Patel come produttori.

### Pre-produzione
Nel maggio 2022, il CEO e presidente della Sony Pictures Tom Rothman ha dichiarato che le riprese sarebbero iniziate "in primavera", e Celeste O'Connor è stata scelta per il film, che è stato descritto come una storia di origine per la protagonista. A giugno, anche Isabela Merced, Tahar Rahim ed Emma Roberts si sono unite al cast. Sabina Graves di Gizmodo ha affermato che le altre attrici potrebbero interpretare personaggi "più riconoscibili" come Jessica Drew / Spider-Woman e Gwen Stacy / Spider-Woman in una "rivisitazione" dello Spider-Verse fumettistico. Il film era stato segnalato come "qualcos'altro sotto le spoglie" del personaggio di Madame Web. A quel punto, le riprese avrebbero dovuto iniziare a metà luglio 2022. Sweeney ha detto che stava "per" iniziare le riprese, mentre Johnson si stava allenando prima di iniziare le riprese a luglio. Lo stesso mese si unisce al cast anche Mike Epps.

### Riprese
L'inizio delle riprese, previsto per luglio 2022 come confermato dalla stessa Johnson, sono cominciate ufficialmente il 13 luglio, nel Financial District di Boston, col titolo provvisorio Claire. A fine luglio, le riprese si sono spostate ad Allston, in Kelton Street. Le riprese si sono svolte poi a Worcester, nel Massachusetts, per delle riprese in esterni della durata di tre giorni, in vari luoghi stradali, utilizzando i titoli provvisori Claire e Perù. Le riprese si svolgeranno anche in altre aree della South Shore del Massachusetts, incluso un ex hangar della Naval Air Station South Weymouth. Le riprese in Massachusetts, in particolare per l'unità di Boston, sono durate tre mesi, fino a settembre 2022. La produzione girerà poi a New York e in Messico. Il 18 ottobre 2022 Sydney Sweeney ha fatto sapere di aver terminato di girare le sue scene. Il 13 gennaio 2023 il direttore della fotografia Duane Charles Manwiller ha condiviso un'immagine sul suo account Instagram per commemorare la fine delle riprese principali ed anticipare l'inizio dei lavori secondari.

### Post-produzione e concept iniziale
Il montaggio della pellicola è affidato a William Hoy. A marzo 2023 è stato reso noto che Sydney Sweeney interpreta nella pellicola Julia Carpenter. Il trailer ha rivelato che Isabela Merced e Celeste O'Connor interpretano rispettivamente Anya Corazon e Mattie Franklin.
Seppur non confermato ufficialmente,  secondo alcune fonti la sceneggiatura originale di Madame Web avrebbe visto Cassandra Webb e le tre Spider-Women cercare di proteggere Mary Parker, incinta di Peter, da Ezekiel, il quale voleva ucciderla per impedire la futura nascita di Spider-Man. Il giornalista Jeff Sneider ha dichiarato che la pellicola doveva essere ambientata negli anni novanta e nello stesso universo del film The Amazing Spider-Man (2012), con il personaggio di Peter Parker / Spider-Man presente nella continuity. In seguito lo studio avrebbe preso la decisione di legarsi invece allo Spider-Man di Tom Holland, portando ad una sessione di riprese aggiuntive e di lavoro di post-produzione per rimuovere ogni riferimento agli anni '90 e alla saga di The Amazing Spider-Man, ambientando il film nel 2003 e collegando l'universo Sony con il Marvel Cinematic Universe; tuttavia, ogni riferimento a Spider-Man è stato successivamente rimosso, per la mancata corrispondenza tra la sequenza temporale e l'età del personaggio. Nell'aprile 2024, Sebastian Meyer ha pubblicato alcuni concept art da lui realizzati per il film, mostranti Spider-Man affrontare Ezekiel.

## Colonna sonora
È stato rivelato nel novembre 2023 che Johan Söderqvist ha composto la colonna sonora del film, dopo aver precedentemente lavorato con Clarkson in Anatomia di uno scandalo (2022).

## Promozione
Il 15 novembre 2023 è stato pubblicato il primo trailer.

## Distribuzione
L'uscita nelle sale era inizialmente prevista per il 7 luglio 2023 per poi essere rimandata al 6 ottobre dello stesso anno. Il 16 settembre 2022 la pellicola è stata posticipata al 16 febbraio 2024 e il 28 luglio dello stesso anno è stata anticipata al 14 febbraio 2024.

## Accoglienza

### Incassi
Il film si è rivelato un flop al botteghino, incassando globalmente 100498764 $, di cui 1277809 € in Italia.

### Critica
Il film è stato stroncato dalla critica cinematografica, che lo considera uno dei peggiori film del franchise, inferiore ai risultati raggiunti dal lungometraggio precedente Morbius (2022), diventato un meme di Internet per via del suo scarso successo.
Sull'aggregatore di recensioni Rotten Tomatoes solo l'11% delle 265 recensioni critiche è positivo, con voto medio di 3.4 su 10, mentre l'apprezzamento del pubblico è del 57%. Su Metacritic il punteggio medio ponderato di 51 recensioni è di 26/100.

## Riconoscimenti
- 2024- Razzie Awards
  - Peggior Film
  - Peggior Sceneggiatura a  Matt Sazama e Burk Sharpless, Claire Parker, S. J. Clarkson
  - Peggior Attrice a Dakota Johnson
  - Candidatura a Peggior Regista a S. J. Clarkson
  - Candidatura a Peggior Attrice non protagonista a Emma Roberts
  - Candidatura a Peggior Attore non protagonista a Tahar Rahim